# Týniště nad Orlicí
Týniště nad Orlicí (deutsch Tinischt) ist eine Stadt in Tschechien. Sie befindet sich 19 Kilometer südöstlich des Stadtzentrums von Hradec Králové und gehört zum Okres Rychnov nad Kněžnou.

## Geographie

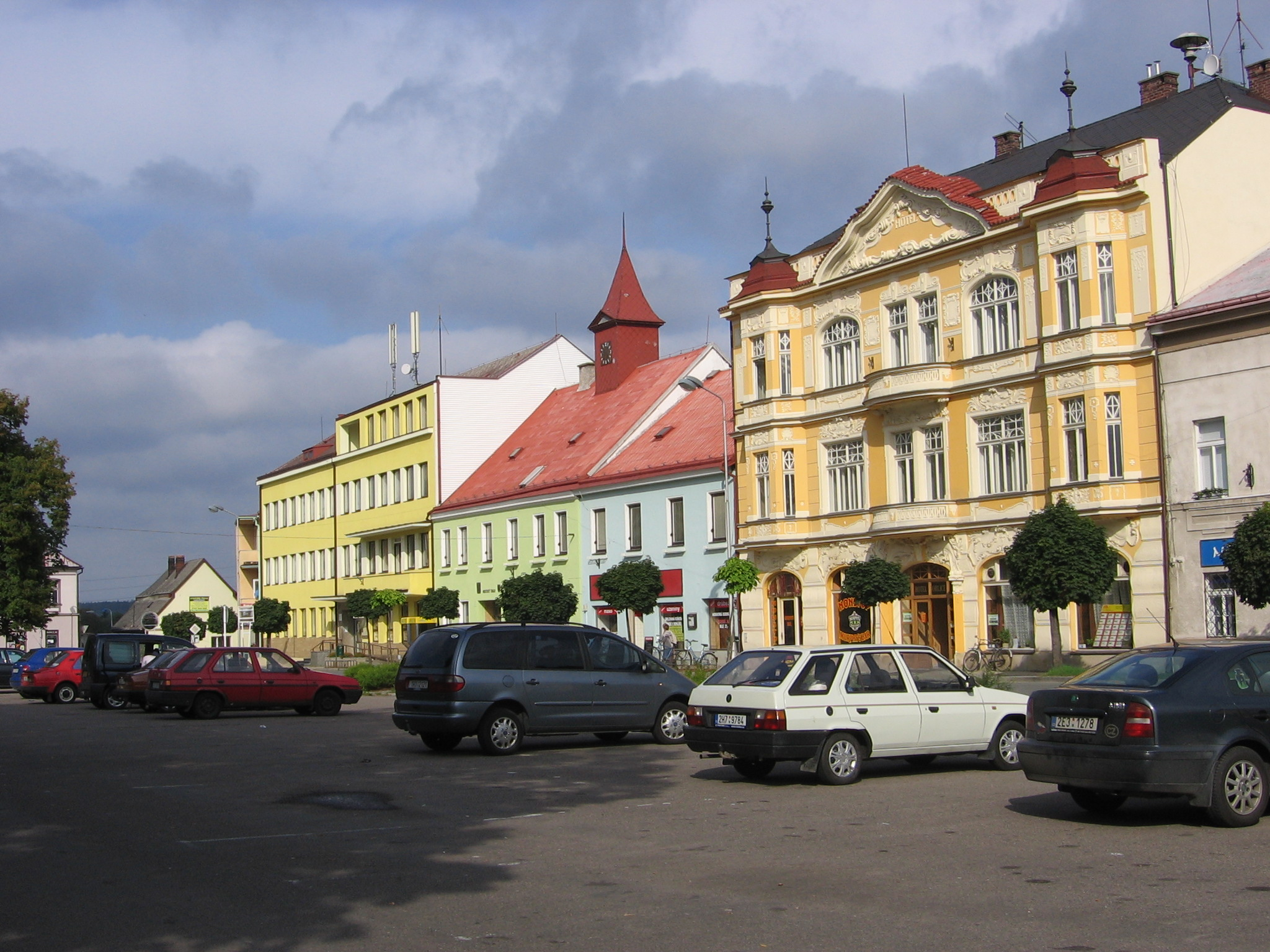
Marktplatz

Týniště nad Orlicí liegt rechtsseitig der Adler auf der Hohenbrucker Tafel (Třebechovické tabule). Um die Stadt befinden sich ausgedehnte Kiefernwälder, nördlich liegt darin ein Militärgelände. Anderthalb Kilometer südlich der Stadt fließen die Stille und Wilde Adler zusammen.
Nachbarorte sind Lipiny (Lipin) und Bolehošťská Lhota (Lhota) im Norden, Vyhnanice (Wyhanitz), Křivice (Kriwitz) und Ostašovice (Wostaschowitz) im Nordosten, Rašovice (Raschowitz) im Osten, Dlouhá Louka (Langwiesen), Lípa nad Orlicí (Lipa) und Chotiv (Chotew) im Südosten, Světlá (Swetla), Tůmovka und Žďár nad Orlicí im Süden, Albrechtice nad Orlicí (Albrechtitz) im Südwesten, Borek und Štěpanovsko im Westen sowie Petrovičky und Petrovice im Nordwesten.
Die Stadt wird im Süden von der Staatsstraße I/11 zwischen Hradec Králové  und Vamberk  umfahren. Im Norden verläuft der Graben Vantroka bzw. Alba. In Týniště kreuzen sich die Eisenbahnstrecken Chlumetz an der Zidlina–Mittelwalde (Chlumec nad Cidlinou-Międzylesie) und Choceň-Meziměstí. Außerdem führt eine Nebenbahn ins Militärgebiet.

## Geschichte
Die Besiedlung der Gegend begann im 11. Jahrhundert. Es wird angenommen, dass Týniště um 1300 zu einem Städtchen erhoben worden ist. Während der Ortsteil Štěpánovsko bereits seit 1336 belegt ist, wurde das Städtchen Týniště erstmals im Jahre 1361 urkundlich erwähnt. Es war damals im Besitz des Sezema von Dobruška. Dessen Sohn Stephan/Štěpán von Opočno verkaufte es im Jahre 1390 dem ostböhmischen Adligen Puta von Častolowitz. 1431 zogen Hussiten von Hradec Králové über Týniště und brannten das Städtchen nieder. 1440 erwarb Hynek Kruschina von Lichtenburg Týniště zusammen mit anderen ostböhmischen Besitzungen von Anna von Kolditz, der Witwe Puta d. J. von Častolowitz, die er kurze Zeit später heiratete. Nach Hyneks Tod 1454 verkaufte dessen Sohn Wilhelm – vermutlich aufgrund eines noch von seinem Vater abgeschlossenen Vorvertrages – die ehemals der Familie Častolowitz gehörenden ostböhmischen Ländereien dem damaligen Landesverweser und späteren König Georg von Podiebrad. Während des böhmisch-ungarischen Krieges brandschatzten im Jahre 1470 Truppen des Ungarnkönigs Matthias Corvinus den Ort. 1495 erwarb Wilhelm II. von Pernstein Týniště und schloss es an die Herrschaft Pottenstein an. Er ließ an der Adler ein System von Fischteichen anlegen. Zu dieser Zeit  entstand außerdem der 17,5 km lange Kanal Vantroka, der in Častolovice von der Bělá bis zur Dědina bei Třebechovice pod Orebem führt und die Teiche sowie bei Týniště eine Mühle, Brettsäge und Walke mit Wasser versorgte. Die Pernsteiner blieben bis 1556 Besitzer des Städtchens. Danach erwarb Hans Haugwitz von Biskupitz die Herrschaft Týniště. Er begann 1572 mit der Flößerei auf der Adler. Wegen Überschuldung wurde die Herrschaft Týniště einschließlich der Feste 1577 an die Brüder Georg, Johann und Wilhelm von Oppersdorff verkauft. Friedrich von Oppersdorf vereinigte die Herrschaft 1586 mit Častolovice. Im Jahre 1615 brannte Týniště nieder. 1684 erwarb Thomas Czernin von und zu Chudenitz die vereinigte Herrschaft, ihm folgte ab 1695 der böhmische Oberstburggraf Adolf Wratislaw von Sternberg. 1733 brach erneut ein Stadtbrand aus.
In der zweiten Hälfte des 19. Jahrhunderts wurde Týniště zu einem Eisenbahnknoten. 1874 nahm die Österreichische Nordwestbahn die Strecke von Prag nach Hannsdorf und im Jahre darauf Staats-Eisenbahn-Gesellschaft die Strecke von Chotzen nach Halbstadt in Betrieb. Dies hatte zur Folge, dass sich in dem Ackerbürger- und Handwerkerstädtchen Fabriken ansiedelten und sich das Stadtbild veränderte. Anstelle der Holzhäuser am Markt entstanden gemauerte Bauten und neue Stadtviertel wurden angelegt. Am 1. Februar 1914 erhob Kaiser Franz Joseph I. Týniště zur Stadt.

## Ortsgliederung
Die Stadt Týniště nad Orlicí besteht aus den Ortsteilen Křivice (Kriwitz), Petrovice (Groß Petrowitz), Petrovičky (Klein Petrowitz), Rašovice (Raschowitz), Štěpánovsko (Stiepanowsko) und Týniště nad Orlicí (Tinischt).

## Sehenswürdigkeiten

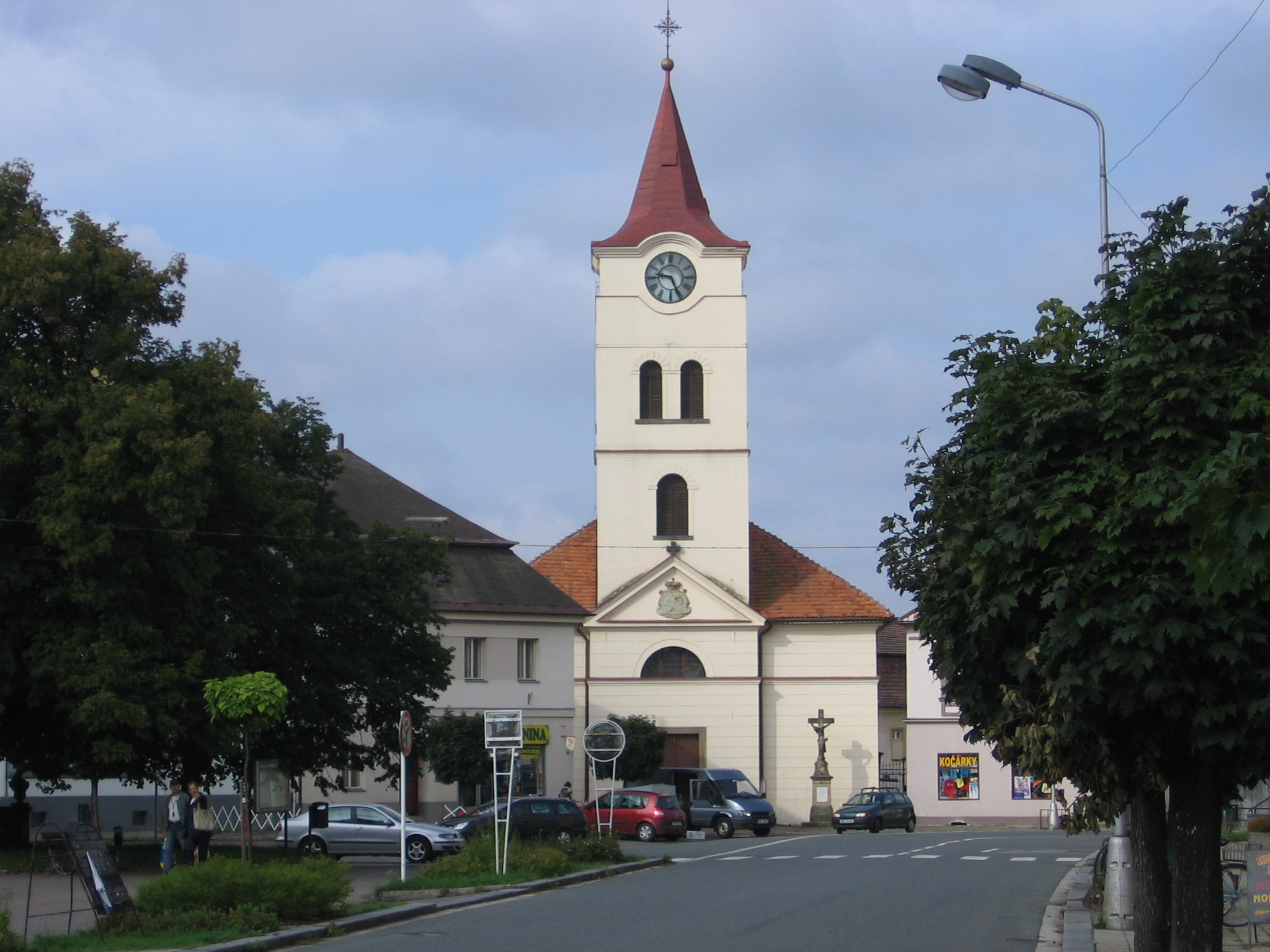
Kirche St. Nikolaus

- Mariensäule auf dem Markt, errichtet 1734–1735
- Kirche St. Nikolaus, errichtet 1692 anstelle einer abgebrannten Holzkirche. Ihr heutiges Aussehen erhielt sie bei Umbauten in den Jahren 1788 und 1842
- Naturpark Orlice, der stark mäandrierende Flusslauf zwischen Týniště und Štěnkov einschließlich abgeworfener Altarme wurde unter Schutz gestellt.

## Söhne und Töchter der Stadt
- George Chaloupka (1932–2011), Erforscher der Felsmalereien der Aborigines